# 62-й армейский корпус (вермахт)
62-й армейский корпус (нем. LXII. Armeekorps), переименован 5 августа 1944 года из 62-го резервного корпуса. 18 августа 1944 года корпус уничтожен высадившейся на юге Франции американской 36-й дивизией.

## Боевой путь
В августе 1944 года — бои в районе Марселя (южная Франция) против американской дивизии.

## Состав корпуса
В августе 1944:
- 148-я резервная дивизия
- 242-я пехотная дивизия

## Командующий корпусом
- генерал пехоты Фердинанд Нойлинг

## Начальник штаба
- полковник Рудольф Майнсхаузен